# هارلد ايرمشير
هارلد ايرمشير (بالألمانية: Harald Irmscher)‏ (12 فبراير 1946 بأولسنيتس في ألمانيا - ) هو مدرب كرة قدم ولاعب كرة قدم ألماني (وحمل سابقاً جنسية ألمانيا الشرقية) في مركز الوسط، شارك في الألعاب الأولمبية الصيفية 1972 وكأس العالم 1974. وشارك مع منتخب ألمانيا الشرقية لكرة القدم. أما مع النوادي، فقد لعب مع كارل زايس يينا وFSV Zwickau ‏ وBSG Wismut Gera ‏.

## وصلات خارجية
- هارلد ايرمشير على موقع الاتحاد الدولي (مؤرشف)  (الإنجليزية)
- هارلد ايرمشير على موقع قاعدة بيانات كرة القدم.إي يو (الإنجليزية)
- هارلد ايرمشير على موقع بيانات كرة القدم. دي إي (الألمانية)
- هارلد ايرمشير على موقع ناشيونال فوتبول تيمز (الإنجليزية)
- هارلد ايرمشير على موقع عالم كرة القدم.نت (الإنجليزية)
- هارلد ايرمشير على موقع أوليمبيديا (الإنجليزية)